# 东丈八村
东丈八村，是位于山东省聊城市莘县大王寨镇的一个农村，是丈樱公路最北端，北与冠县接壤。人口约2000人，村子西北角有鲁西北革命烈士陵园。